# Mirgeš (Subotica, Srbija)
Mirgeš (srp. Љутово / Ljutovo, mađ. Mérges, nje. Ludwiga) je selo u Bačkoj, u autonomnoj pokrajini Vojvodini, Srbija.

## Upravna organizacija
Nalazi se u sjevernobačkom okrugu, u općini Subotica.

## Stanovništvo
U Mirgešu živi 1181 stanovnik (stanje 2002.).
Mješovitog je narodnosnog sastava. Hrvati su druga po brojnosti zajednica, a zajedno s onima koji su se izjasnili kao Bunjevci (isti čine relativnu većinu), čine natpolovičnu većinu.
Narodnosni sastav 2002.:
- 379 (32,09%) Bunjevci
- 308 (26,08%) Hrvati
- 162 (13,72%) Mađari
- 109 (9,23%) Jugoslaveni
- 91 (7,71%) Srbi

## Povijesna naseljenost
- 1981.: 1411
- 1991.: 1182
- 2002.: 1181

## Hrvati u Mirgešu
Mirgeš (po stanju od 15. prosinca 2002.) daje 4 elektora u Hrvatsko nacionalno vijeće Republike Srbije.
U Mirgešu (Ljutovu) djeluje Hrvatsko kulturno umjetničko društvo "Ljutovo", koji organizira Festival hrvatskog amaterskog teatra, jedini kazališni festival u Hrvata u vojvođanskom dijelu Bačke. 

Također, Mirgeš je mjestom održavanja hrvatske kulturne manifestacije, u organizaciji istog KUD-a, "Mjesec kulture" odnosno "Jesenski dani kulture". Održavaju se od 2004. godine

## Kultura
U Mirgešu se održavaju sljedeće manifestacije:
- dio programa žetvene manifestacije bunjevačkih Hrvata, Dužijance.[4]

- kulturna manifestacija s natjecateljskim svojstvom - "Takmičenje risara", koje se 2009. održalo po 42. put.[5]

- Smotra hrvatskih tamburaških sastava, održava se godišnje od 2009. godine; organizira ga Tamburaška sekcija HKUD-a Ljutovo[6]

## Šport
U Mirgešu djeluje nogometni klub, Bratstvo.

## Poznate osobe
- Marko Peić, hrv. književnik

## Vanjske poveznice
- Radio-Subotica[neaktivna poveznica] "Mjesec kulture" u Ljutovu
- "Zvonik"  Arhivirana inačica izvorne stranice od 27. prosinca 2007. (Wayback Machine) Božićnjak
- VHRC
- Subotičke novine[neaktivna poveznica] Salaši u subatičkom ataru